# Health Care
"Health Care" é o terceiro episódio da primeira temporada da série de televisão estadunidense The Office. Escrito por Paul Lieberstein, que também atua na série como Toby Flenderson, e dirigido por Ken Whittingham, a gravação foi ao ar pela primeira vez em 5 de abril de 2005 nos Estados Unidos pela NBC.
Neste episódio, Michael Scott (interpretado por Steve Carell) tem a tarefa de escolher um plano de saúde novo e barato. Ele imediatamente entrega a tarefa para Dwight (Rainn Wilson), que corta implacavelmente quase todos os benefícios na nova escolha, irritando o restante da equipe. Enquanto isso, Pam (Jenna Fischer) e Jim (John Krasinski) inventam doenças falsas, para grande desgosto de Dwight. Na tentativa de acalmá-los, Michael promete uma surpresa a todo o escritório e depois passa o resto do dia lutando para cumprir sua promessa. Os funcionários esperam pela revelação, que ele nunca entrega.
A exibição recebeu críticas positivas. Jenna Fischer mais tarde chamou "Health Care" de seu episódio favorito da primeira temporada. Recebeu 2,9/7% nas classificações Nielsen entre pessoas de 18 a 49 anos e atraiu 5,8 milhões de espectadores no geral. Além disso, o episódio manteve 100% de seu público inicial e foi classificado, junto com os outros episódios da primeira temporada, como o programa de terça à noite de maior audiência da NBC desde 1 de fevereiro de 2005.

## Sinopse
Jan Levinson-Gould encarrega Michael Scott de escolher um novo plano de saúde para o escritório, ditando que deve ser uma alternativa mais barata. Não querendo revelar para os funcionários a má notícia de que os benefícios serão cortados, Michael incumbe Jim Halpert de lidar com a decisão, mas ele recomenda Dwight Schrute, que aceita ansiosamente a tarefa.
Dwight escolhe um plano muito barato, com pouca cobertura e sem benefícios. Não querendo confrontar os funcionários insatisfeitos, Michael se esconde em seu escritório alegando que está muito ocupado. Quando os outros funcionários o confrontam, ele tenta animar o ânimo blefando que tem uma grande surpresa preparada para eles.
Dwight distribui formulários, pedindo aos funcionários que listem quaisquer comorbidades que possam ter para serem cobertas pelo plano. Jim e Pam Beesly criam doenças falsas que frustram Dwight. Michael, não tendo conseguido uma surpresa melhor, retorna com comida. Após ser trancado na sala de conferências por Jim, Dwight liga para Jan, tentando fazer com que seu colega seja demitido, mas ela fica indignada porque Michael deixou outra pessoa no comando do plano de saúde.

## Produção

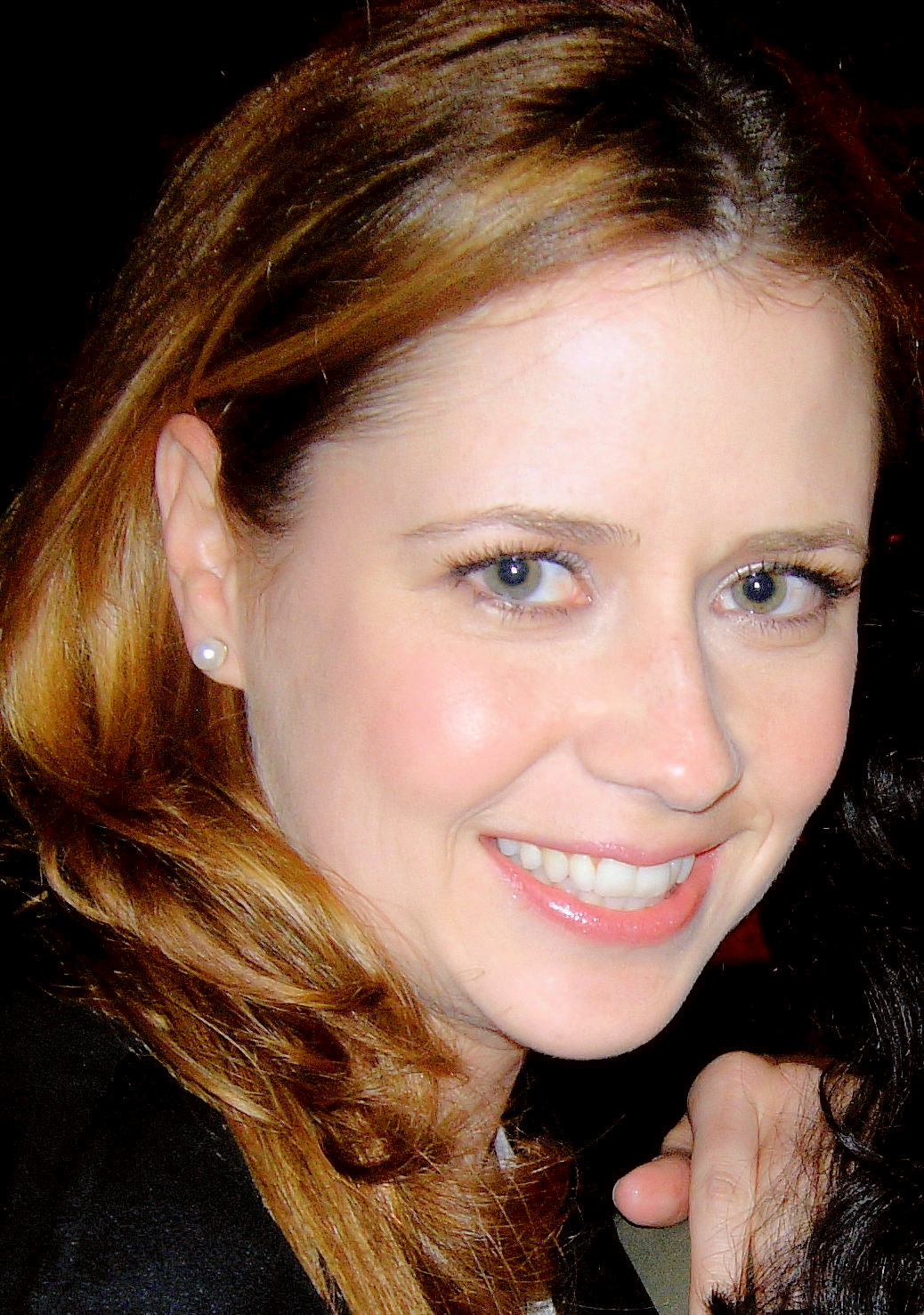
Em uma entrevista ao TV Guide, Jenna Fischer chamou "Health Care" de seu episódio favorito da primeira temporada.

"Health Care" marcou o primeiro episódio escrito pelo escritor/ator Paul Lieberstein e o primeiro dirigido por Ken Whittingham. Ambos continuaram nas respectivas ocupações em vários outros episódios.
Jenna Fischer afirmou que "Health Care" foi seu episódio favorito da primeira temporada. Ela afirmou: "Nós rimos muito enquanto gravávamos. Principalmente durante a cena em que Dwight confronta todos no escritório sobre quem tem escrito doenças falsas em seus formulários de saúde. Rainn Wilson continuou improvisando novas doenças falsas e não sabíamos o que ele diria a seguir". Fischer observa que várias das cenas que envolviam risadas não foram roteirizadas e foram na verdade a reação genuína do elenco. A gravação foi retransmitida em 29 de março de 2007, como parte de uma recapitulação apresentada por Paul Lieberstein. O personagem de Lieberstein, Toby Flenderson, é o representante de recursos humanos da filial em Scranton, Pensilvânia, da empresa de papel Dunder Mifflin, onde The Office se passa. "Health Care" foi um dos dois episódios da primeira temporada, sendo o outro "Hot Girl", que não contêm comentários de membros do elenco e da equipe técnica no DVD.

## Recepção

### Audiência
"Health Care" estreou na NBC em 5 de abril de 2005. O episódio recebeu 2,9/7% nas classificações Nielsen entre pessoas de 18 a 49 anos, o que significa que 2,9% de todas pessoas dessa faixa assistiram ao episódio e 7% de todos que estavam assistindo à TV. O episódio atraiu 5,8 milhões de espectadores no geral. O programa, que foi ao ar depois de Scrubs, manteve 100% de seu público inicial de 18 a 49 anos. Além disso, "Health Care", junto com os outros episódios da primeira temporada, obtiveram a maior audiência da NBC na terça à noite desde 1 de fevereiro de 2005.

### Críticos
A recepção crítica de "Health Care" foi amplamente positiva. Erik Adams da A.V. Club concedeu ao episódio um "B+" e sentiu que ele ajudou a expandir Dwight, observando que "as peças estão se encaixando" e o personagem se tornando emergente na série. Além disso, ele parabenizou o fato do roteiro ter sido baseado na série original da BBC, mas não ser uma cópia exata, usando o conceito como modelo para criar algo novo e original.
Em uma crítica para DVD Verdict, Mike Pinsky afirmou que "quando Michael transfere a responsabilidade de escolher um plano de saúde para Dwight, pretende arrancar risadas de sua megalomania. Mas simplesmente não é tão engraçado". Travis Fickett do IGN escreveu positivamente sobre o episódio, dando-lhe uma classificação de 7,9/10. Ele observou que "há algo de Stephen King em Dwight que cria uma camada subjacente de ameaça" e que a gravação é "uma encarnação dos primeiros dias [de The Office] e seu paradigma original — e sem dúvida o mais forte." Mais tarde, o IGN colocou a pegadinha de Jim e Pam de criar doenças falsas como o nono em seus "dez principais momentos de The Office". Television Without Pity concedeu ao episódio uma classificação A.